# Jesper Mattsson (Eishockeyspieler)
Jesper Mattsson (* 13. Mai 1975 in Malmö) ist ein  schwedischer Eishockeyspieler, der seit Mai 2011 bei den Malmö Redhawks in der HockeyAllsvenskan unter Vertrag steht.     

## Karriere
Jesper Mattsson begann seine Karriere als Eishockeyspieler in seiner Heimatstadt bei den Malmö Redhawks, für deren Profimannschaft er in der Saison 1991/92 sein Debüt in der Elitserien gab und in seinem Rookiejahr auf Anhieb Schwedischer Meister wurde. Zum Titelgewinn trug Mattsson, der sowohl als Flügelspieler, als auch als Verteidiger eingesetzt werden kann, mit einer Vorlage in 24 Spielen bei. In der Saison 1993/94 konnte er mit Malmö diesen Erfolg wiederholen. Der Schwede, der im NHL Entry Draft 1993 in der ersten Runde als insgesamt 18. Spieler von den Calgary Flames ausgewählt worden war, lief von 1995 bis 1998 insgesamt drei Jahre lang für das Farmteam der Kanadier, die Saint John Flames, in der American Hockey League auf, ehe er im Laufe der Saison 1997/98 nach Malmö zurückkehrte. 
Nach dem erfolgreichen Klassenerhalt 2004 mit den Redhawks wechselte Mattsson zu deren Ligarivalen Färjestad BK, mit dem er zunächst in der Saison 2004/05 Vizemeister wurde, ehe er in den Jahren 2006 und 2009 jeweils mit seiner Mannschaft die nationale Meisterschaft gewann. Im Februar 2010 unterschrieb er einen Kontrakt bei den Malmö Redhawks, für die er bis Dezember 2010 spielte, ehe Mattsson zum Frölunda HC wechselte. Im Mai 2011 erhielt er abermals einen Kontrakt bei den Malmö Redhawks.

### International
Für Schweden nahm Mattsson an der U20-Junioren-Weltmeisterschaft 1995 sowie den Weltmeisterschaften 1999 und 2006 teil. 

## Erfolge und Auszeichnungen
- 1992 Schwedischer Meister mit den Malmö Redhawks
- 1992 Europapokal-Gewinn mit Malmö IF
- 1994 Schwedischer Meister mit den Malmö Redhawks
- 2005 Schwedischer Vizemeister mit Färjestad BK
- 2006 Schwedischer Meister mit Färjestad BK
- 2009 Schwedischer Meister mit Färjestad BK

### International
- 1992 Silbermedaille bei der U18-Junioren-Europameisterschaft
- 1993 Goldmedaille bei der U18-Junioren-Europameisterschaft
- 1993 All-Star-Team der U18-Junioren-Europameisterschaft
- 1995 Bronzemedaille bei der U20-Junioren-Weltmeisterschaft
- 1999 Bronzemedaille bei der Weltmeisterschaft
- 2006 Goldmedaille bei der Weltmeisterschaft

## AHL-Statistik
(Stand: Ende der Saison 2010/11)